# Focused Ion Beam

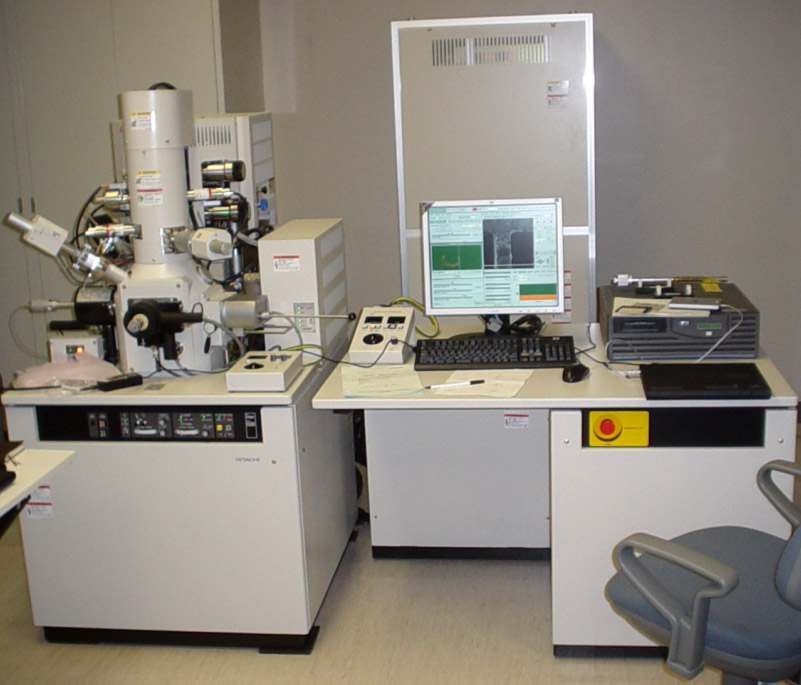
Fotografía de un aparato FIB

  Focused ion beam , también conocido como FIB, es una técnica empleada particularmente en la industria de semiconductores, ciencia de materiales, biología, deposición y ablación de materiales.

Un sistema FIB es un instrumento científico que se parece a un microscopio electrónico de barrido (Scanning electron microscope (SEM)). Sin embargo, mientras que el SEM utiliza haces de electrones focalizados para obtener una imagen de la muestra, el sistema FIB usa un haz de iones focalizados. FIB también puede ser combinado con un SEM permitiendo investigar las mismas características del material a estudiar pero con distintos tipos de haz. 

FIB no debería ser confundido con el uso de haz de iones focalizados para la escritura directa (litografía), así como la escritura mediante haz de protones. Estos son generalmente sistemas muy diferentes en los que el material es modificado por otros mecanismos.